# Tall Baz
Tall Baz (arab. تل باز) – wieś w Syrii, w muhafazie Al-Hasaka. W 2004 roku liczyła 251 mieszkańców.